# Tajgagyökér
A tajgagyökér (Eleutherococcus senticosus) az ernyősvirágzatúak (Apiales) rendjébe és az aráliafélék (Araliaceae) családjába tartozó növényfaj.
Északkelet-Ázsiában honos gyógynövény. A kínai orvoslás 刺五加|刺五加 (cì wǔ jiā) néven ismeri. Szibériai ginszeng néven is ismert, de hasonló gyógyhatásán kívül nincsen köze a ginszenghez, az USA-ban szibériai ginszengként való reklámozását meg is tiltották.

## Jellemzői
2–3 m magas, tüskés cserje. Szürke kéreggel borított törzsén és ágain összetett, tenyér alakú leveleket találunk. Apró virágai álernyőt képeznek. Hímnős virágai sárgás színűek, rovarbeporzásúak.

## Gyógyhatása

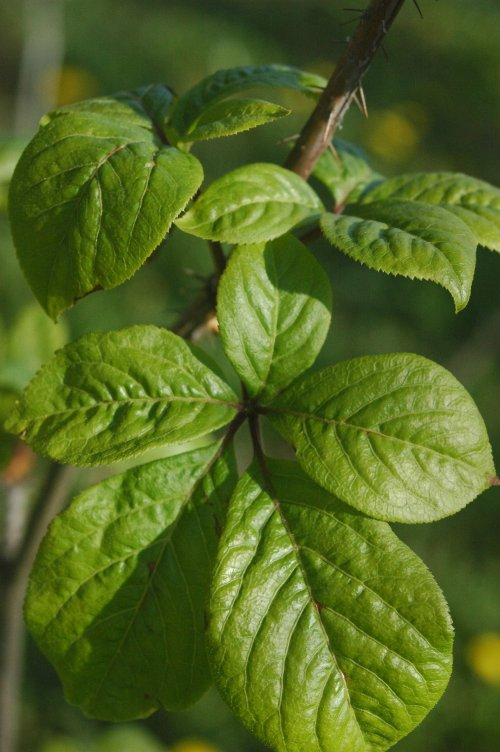
Az Eleutherococcus senticosus levelei

Kimutatták, hogy a tajgagyökér gyökere serkentőleg hat a központi idegrendszerre, valamint a mellékvesekéregre és az ondóanyagra. Segíti a szervezet alkalmazkodását a fizikai és lelki stresszel járó állapotokhoz, a hideghez, a sugárzáshoz stb. immunrendszer-erősítő, és különösen a nyiroksejtekre valamint az alacsony vércukorszintre van kedvező hatással.
Egy kísérlet során, a Scutellaria baicalensis (bajkáli csukóka) és az Eleutherococcus senticosus (tajgagyökér) keverékéből készített orrpermet sokkal jobban enyhítette az orrdugulás tüneteit, mint a placebo készítmény, mellékhatások nélkül. Ajánlott tehát rhinitisszel küzdő betegeknek is.

## Felhasználása
Orosz orvosok, akik elsőként hívták fel a figyelmet a növény gyógyító tulajdonságaira, stressz elleni és a szervezet alkalmazkodását segítő hatásáért alkalmazták. Nyugat-Európában is hasonló okokból javasolják, továbbá az alacsony vérnyomással kísért aszténia (erőtlenség) kezelésére. Az immunrendszert serkentő tulajdonsága miatt a vírusfertőzések megelőzésében is szerepet kap.

## Figyelmeztetés
Napjainkban sem heveny, sem idült mérgező hatása nem ismeretes. Orvosi javallat nélkül is alkalmazható, de mivel számos ellenjavallata van, érdemes az orvos véleményét kikérni. Használata például terhes vagy fogamzásgátló tablettát szedő nőknek nem ajánlott. A serdülőkor előtt fogyasztása tilos! Magas vérnyomás, elhízás, erős szívdobogás, mastopathia (emlőbántalom) esetén, valamint ideges vagy álmatlanságban szenvedő egyének számára alkalmazása nem tanácsos.